# Coupe des Alpes 1982
Navigation
Édition précédente Édition suivante
La Coupe des Alpes 1982 est la 22e édition de la Coupe des Alpes.
C'est la 11e saison consécutive ou l'on ne voit s'affronter que des clubs français et des clubs suisses.
L'édition a été remportée par le FC Nantes sur le Neuchâtel Xamax sur le score de 1 but à 0.

## Participants
Chaque groupe est composé d'équipes appartenant au même pays, le premier pour la France, le second pour la Suisse.
| Équipes Suisses  | Équipes Françaises |
| ---------------- | ------------------ |
| FC Bâle          | AJ Auxerre         |
| Grasshopper Club | SEC Bastia         |
| Neuchâtel Xamax  | Olympique lyonnais |
| Servette FC      | FC Metz            |
| FC Sion          | FC Nantes          |

## Compétition

### Matchs
Les équipes jouent contre deux équipes de l'autre pays (matchs aller et retour).
| - 1eres rencontres - Xamax 3-1 ; 1-4 Lyon - Basel 0-0 ; 2-2 Auxerre - Bastia 0-0 ; 0-2 Servette - Sion 1-3 ; 1-3 Nantes - Metz 1-1 ; 3-3 Grasshopper-Club | - 2ndes rencontres - Xamax 4-0 ; 3-1 Bastia - Auxerre 1-2 ; 1-1 Servette - Metz 5-1 ; 2-3 Basel - Nantes 0-0 ; 1-0 Grasshopper-Club - Sion 1-2 ; 2-1 Lyon |

### Classement
| Groupe A |                    |     |   |   |   |   |    |    |      |
|          | Équipe             | Pts | J | G | N | P | BP | BC | Diff |
| 1        | FC Nantes          | 7   | 4 | 3 | 1 | 0 | 7  | 2  | +5   |
| 2        | FC Metz            | 4   | 4 | 1 | 2 | 1 | 11 | 8  | +3   |
| 3        | Olympique lyonnais | 4   | 4 | 2 | 0 | 2 | 8  | 7  | +1   |
| 4        | AJ Auxerre         | 3   | 4 | 0 | 3 | 1 | 4  | 5  | -1   |
| 5        | SEC Bastia         | 1   | 4 | 0 | 1 | 3 | 1  | 9  | -8   |

| Groupe B |                  |     |   |   |   |   |    |    |      |
|          | Équipe           | Pts | J | G | N | P | BP | BC | Diff |
| 1        | Neuchâtel Xamax  | 6   | 4 | 3 | 0 | 1 | 11 | 6  | +5   |
| 2        | Servette FC      | 6   | 4 | 2 | 2 | 0 | 5  | 2  | +3   |
| 3        | FC Bâle          | 4   | 4 | 1 | 2 | 1 | 6  | 9  | -3   |
| 4        | Grasshopper Club | 3   | 4 | 0 | 3 | 1 | 4  | 5  | -1   |
| 5        | FC Sion          | 2   | 4 | 1 | 0 | 3 | 5  | 9  | -4   |

### Finale
| Équipes         | Neuchâtel Xamax - FC Nantes |
| Score           | 0-1 |
| Date            | 3 août 1982 |
| Stade           | Stade de la Maladière, Neuchâtel |
| Affluence       | 3400 personnes |
| Buts            | Seth Adonkor 87e |
| Neuchâtel Xamax | Karl Engel, Serge Trinchero (55e Boillat), Küffer, Forestier, Bianchi, Philippe Perret, Mata (46e Rainer Hasler), Maccini, Sarrasin, Hans-Peter Zaugg, Don Givens. Entraîneur : Gilbert Gress                                                    |
| FC Nantes       | Jean-Paul Bertrand-Demanes, Maxime Bossis, William Ayache, Patrice Rio, Thierry Tusseau, Fabrice Poullain (81e Henrik Agerbeck), Seth Adonkor, José Touré, Oscar Muller, Bruno Baronchelli, Vahid Halilhodžić. Entraîneur : Jean-Claude Suaudeau |

## Source
- Erik Garin. Coupe des Alpes 1982. Rsssf.com.